# Fabryka Samochodów Osobowych
Fabryka Samochodów Osobowych (FSO) (укр. Завод Легкових Автомобілів) — польська автомобілебудівна компанія, що виробляє легкові автомобілі. Розташована у Варшаві.

## Історія

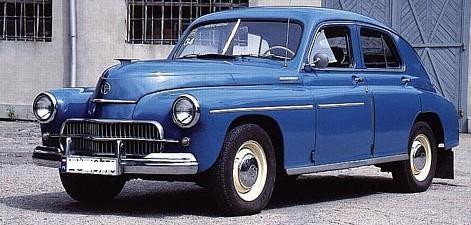
Модернізована «Warszawa М20»

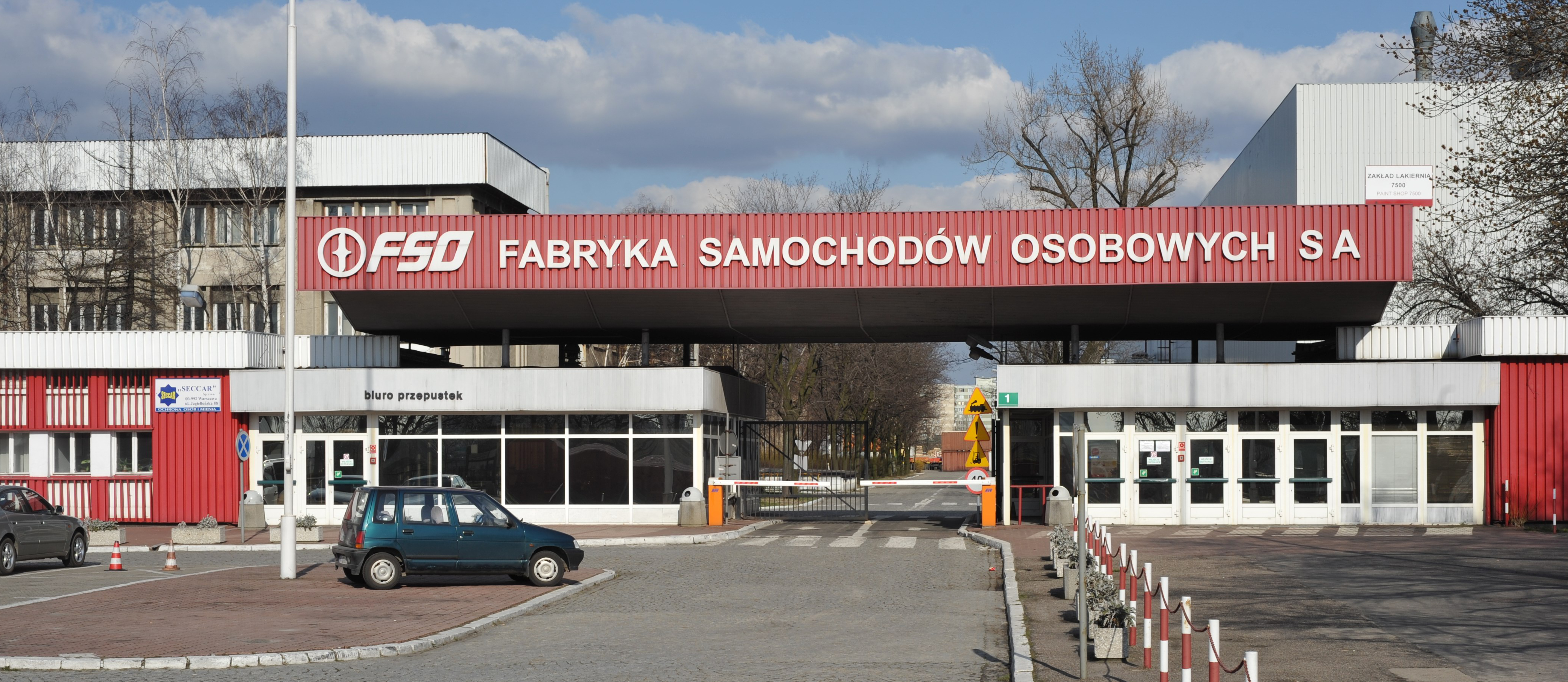
Головні ворота FSO в Варшаві

Компанія була заснована після Другої світової війни. Першим автомобілем під маркою FSO стала модель FSO Warszawa, — польський варіант радянського ГАЗ-М20 «Побєда». Машина випускалася з 1951 до 1973 з серйозними модернізаціями, зокрема, пізні випуски отримали двигун з перенесеними наверх клапанами і кузова: «седан» [Архівовано 1 березня 2008 у Wayback Machine.] (з виступаючим багажником), «універсал» [Архівовано 4 березня 2016 у Wayback Machine.] і «пікап» [Архівовано 4 березня 2016 у Wayback Machine.]. З 1956 автомобілі збиралися тільки з польських комплектуючих.
Всього було випущено 254 472 автомобіля — трохи більше, ніж оригінальних «Побєд».
У 1953 р інженерами заводу була самостійно розроблена машина меншого розміру з переднім приводом. У 1957 р підприємство розпочало випуск цих машин під маркою Syrena. У 1972 р виробництво Сирен було передано на Завод малолітражних автомобілів (FSM), де тривало до 1983 р.
В кінці 60-х підприємство придбало ліцензію на виробництво автомобіля Fiat 125, який випускався з 1967 р під маркою Polski Fiat 125p, а після закінчення терміну ліцензійної угоди в 1983 р під маркою FSO 125p до 1991 року. Від оригінальної моделі Fiat він відрізнявся нижнєвальним мотором і 4-ступінчатою трансмісією з перемиканням на рульовій колонці (згодом заміненої на пятиступінчату з підлоговим).
З 1978 року підприємство стало випускати нові автомобілі марки FSO Polonez.

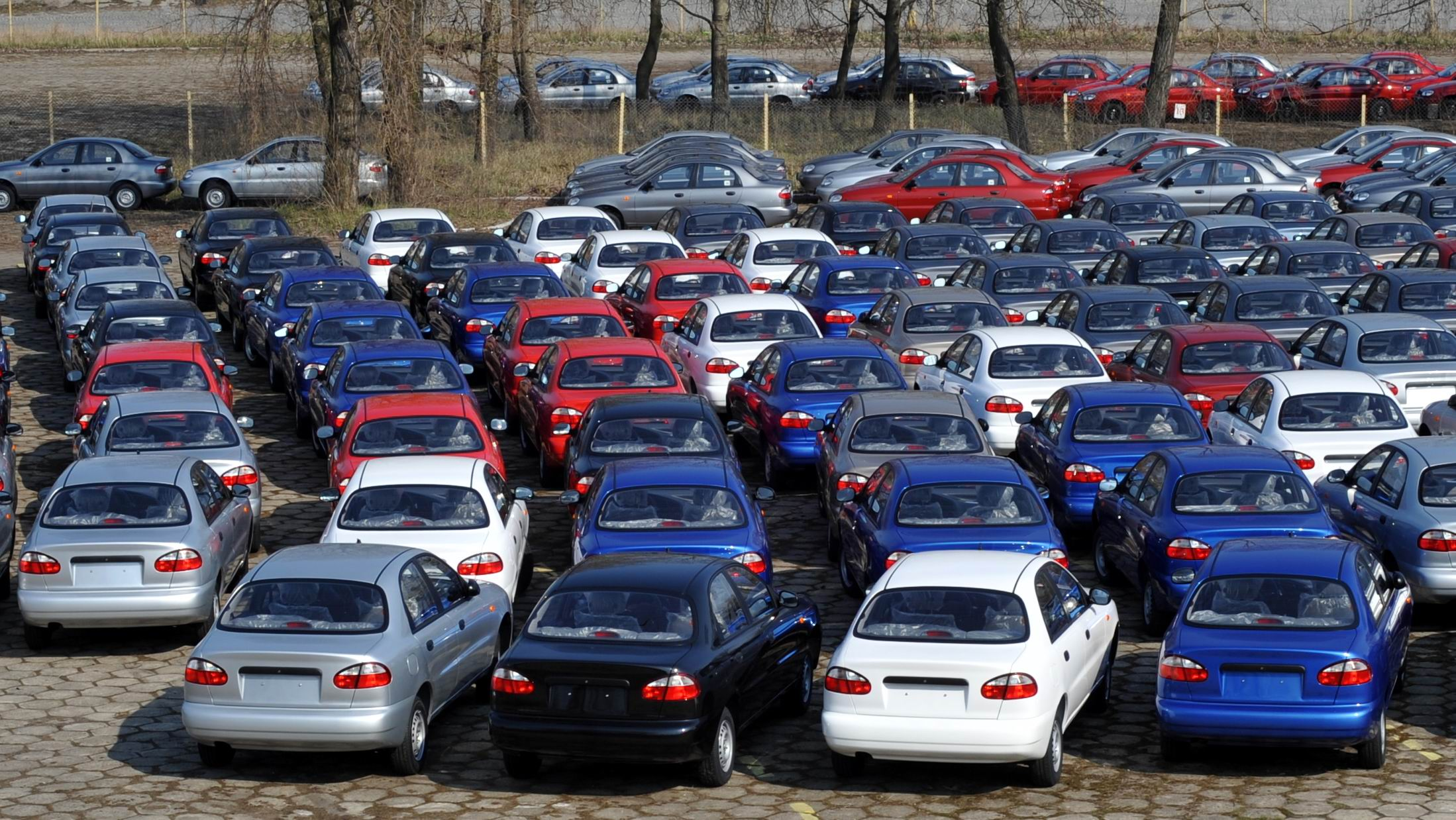
Нові автомобілі на стоянці FSO

З 1996 року контрольним пакетом акцій заводу FSO стала володіти компанія Daewoo. Новий автоконцерн, створений на основі об'єднання, отримав назву Daewoo-FSO Motor. Підсумком цієї співпраці стало оновлення модельного ряду: FSO Daewoo Lanos, FSO Daewoo Nubira, пізніше — FSO Daewoo Matiz, розробка нової моделі FSO Polonez Atu Plus. У 1996–1999 р.р. проведена корінна модернізація підприємства. У зв'язку з банкрутством в кінці 2000-го автомобільного концерну Daewoo Motor до 2002 року контроль над підприємством перейшов до американського концерну General Motors, для чого GM створив нову фірму GM DAT. C 2004 підприємству було повернуто старий фірмовий знак FSO, а з назви моделей прибрано слово Daewoo.
У 2005 р Українська корпорація «УкрАвто» отримує контрольний пакет акцій заводу FSO. Компанія GM-DAT подовжує ліцензію на випуск Lanos і Matiz в Польщі. У структуру FSO знову включено раніше належить їй Nysa.
Отже, власник ЗАЗ УкрАВТО стала єдиним можливим партнером для FSO. Українська компанія поступово стала мажоритарним акціонером FSO (84.31% акцій), що зміцнило співпрацю між ФСО і ЗАЗ. УкрАВТО припустив, що це забезпечить нову модель для виробництва на FSO, після того, як закінчиться ліцензія на Matiz і Lanos.
У середині 2006 року материнська компанія FSO, УкрАВТО, підписав ліцензійну угоду з General Motors з виробництва Chevrolet Aveo (T250) седан, а з липня 2008 року 3 і 5-дверний хетчбек. Для виробництва Aveo була сформована нова компанія, акціонерами якої були FSO (60%) і GM (40%); за умови, що FSO займається розвитком, в той час як GM — фінансами. Перший Aveo вийшов з заводу FSO 11 липня 2007. 100000 Aveo зійшов з конвеєра 1 лютого 2011.
Ліцензія на виробництво Aveo минула в лютому 2011 року і не поновлювалася для моделі наступного покоління. До березня 2011 більше 1800 співробітників були звільнені, а земля, на якій був побудований завод, була виставлена на продаж. До листопада 2011 будівлі ливарного цеху та цеху складання двигунів були знесені, трек для заводських випробувань також був проданий для інших цілей.
У 2013 році модифікація Fiat від FSO увійшла в споживчий антирейтинг за версією британського видання «Auto Express», де були названі десять найгірших автомобілів продавалися на туманному Альбіоні за останні 25 років

## Моделі автомобілів
| Модель                    | Об'єм виробництва |
| ------------------------- | ----------------- |
| Warszawa                  | 254 471           |
| Syrena                    | 177 234           |
| FSO 125p                  | 1 445 699         |
| Polonez                   | 1 061 807         |
| Daewoo Tico               | 126 369           |
| Daewoo Espero             | 20 573            |
| Daewoo Nubira             | 33 116            |
| Daewoo Tacuma             | 427               |
| Daewoo Leganza            | 3969              |
| FSO Lanos                 | 165 272¹          |
| FSO Matiz                 | 126 469¹          |
| Chevrolet Aveo            | 150 000           |
| Автомобілі зібрані на FSO | 73 376            |
| Спец. Автомобілі          | 12 800            |

¹Інформація на 2001 рік
Прототипи:
- FSO Syrena Sport (1957–1960)
- FSO Warszawa 210 (1964)
- Fiat 125p Coupe (1965–1966)
- Fiat 125p Coupé (1971)
- Fiat 1100 Coupe (1973)
- FSO Ogar (1977)
- FSO Wars (1985)
- FSO Polonez Analog (1994)

## Галерея

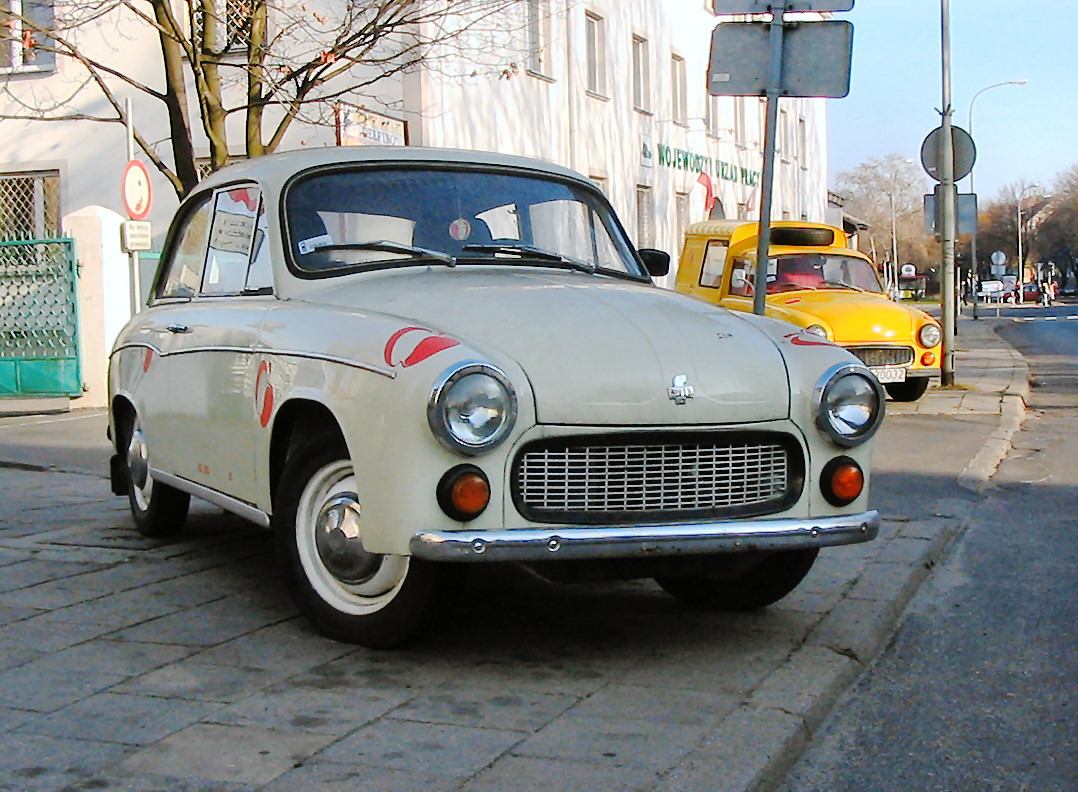
Syrena 105
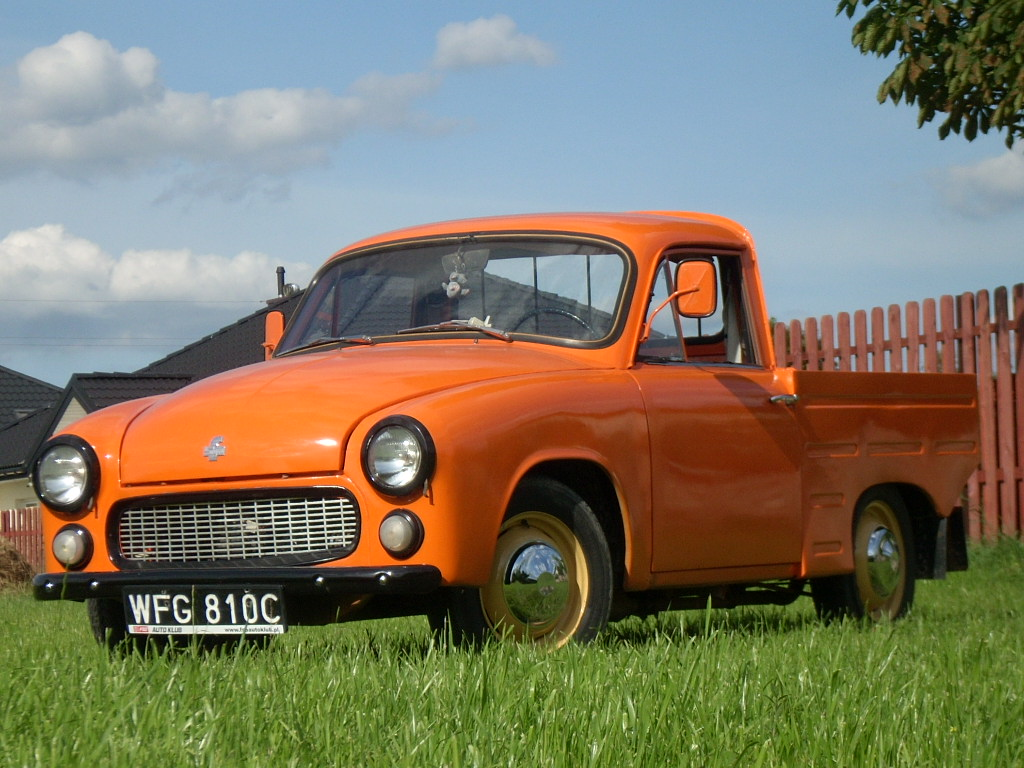
Syrena R20
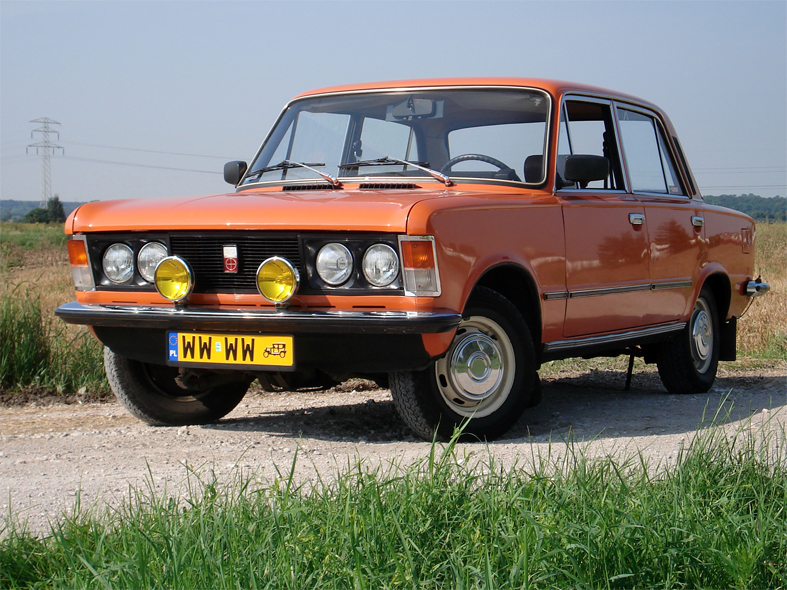
Polski Fiat 125p
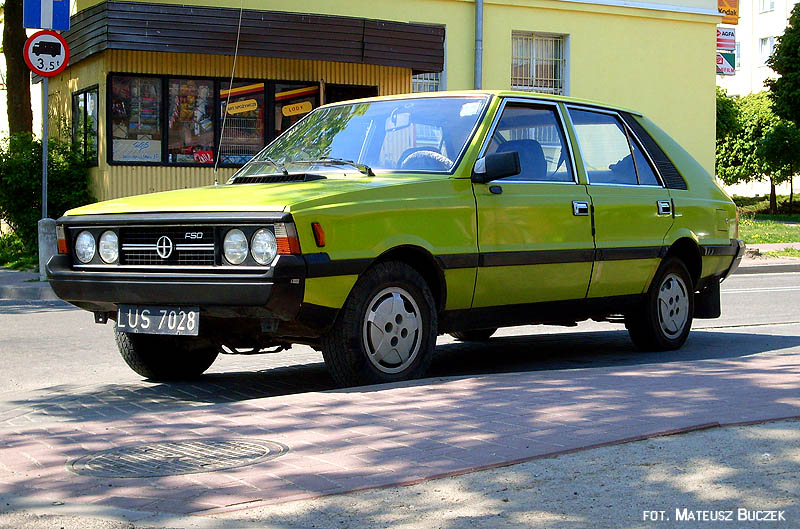
FSO Polonez MR’78
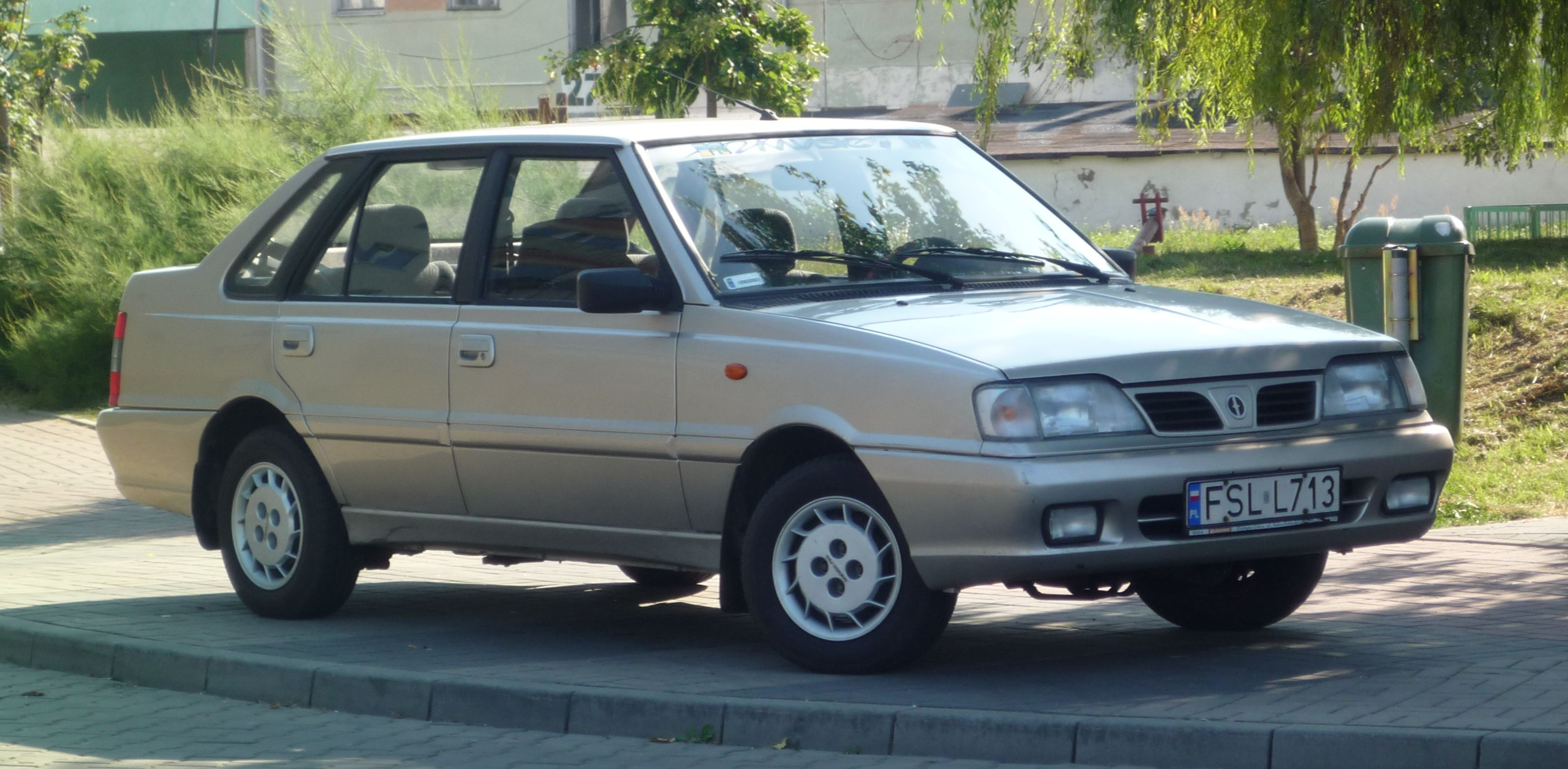
Daewoo-FSO Polonez Atu Plus
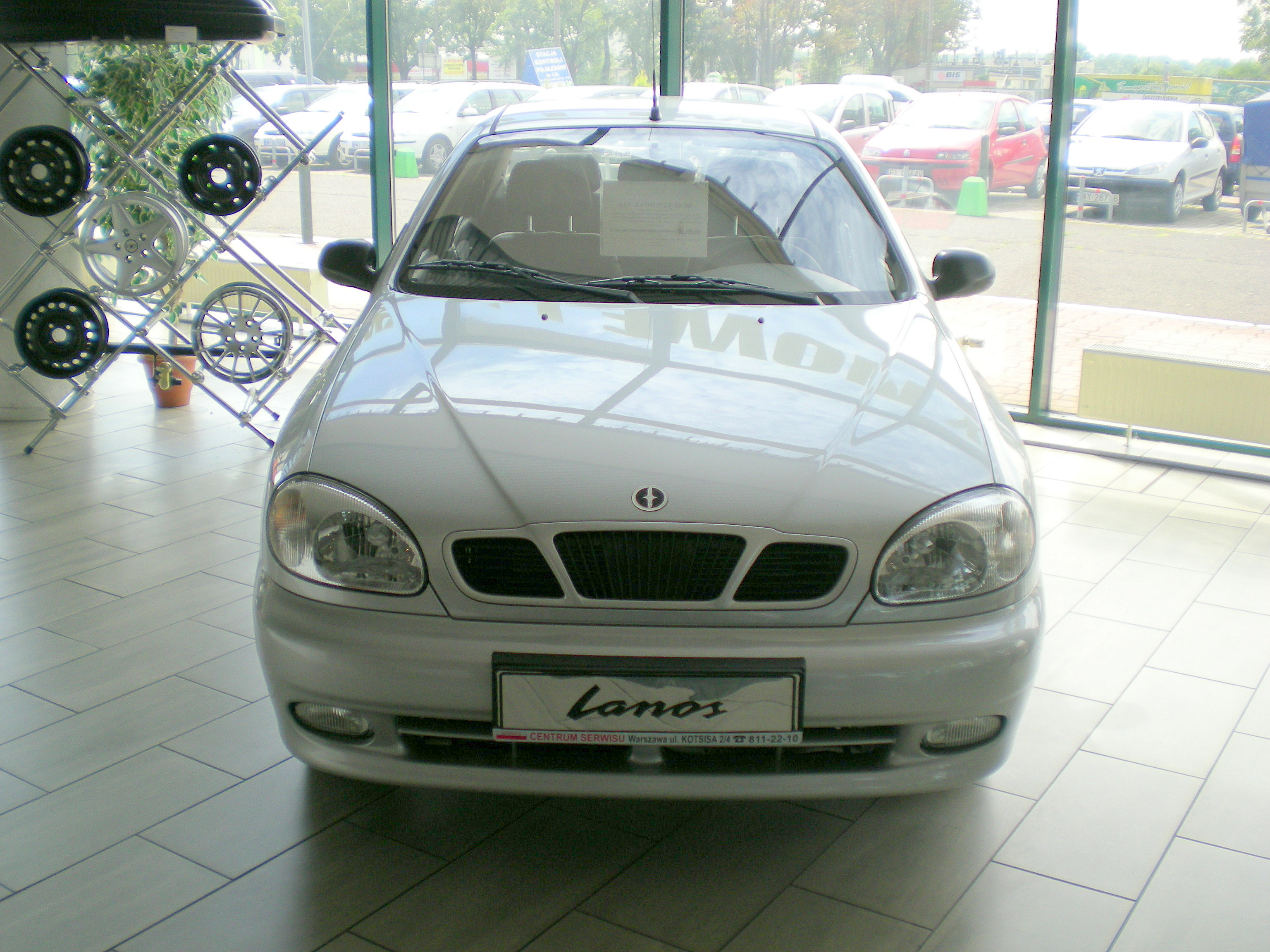
FSO Lanos (1997–2008)
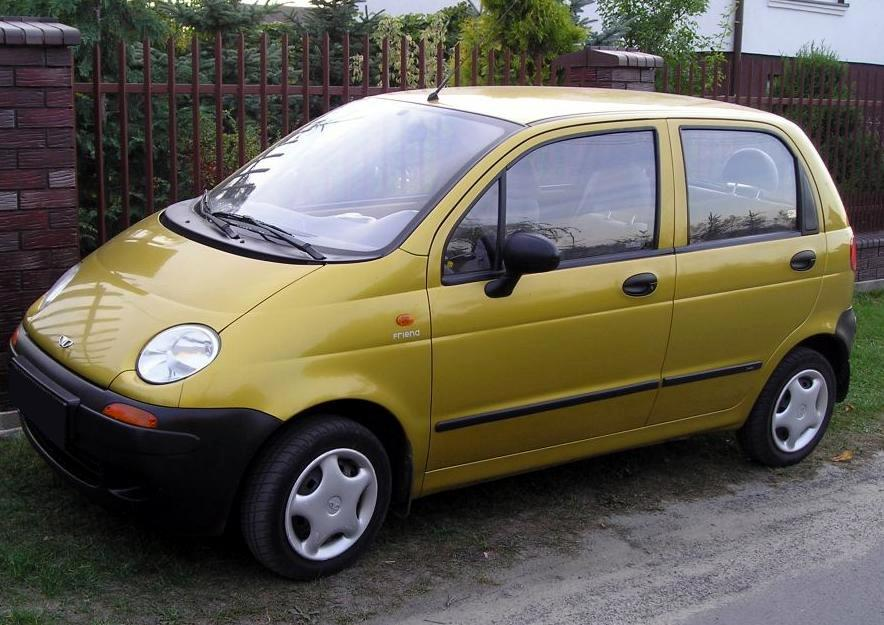
FSO Matiz (1999–2007)
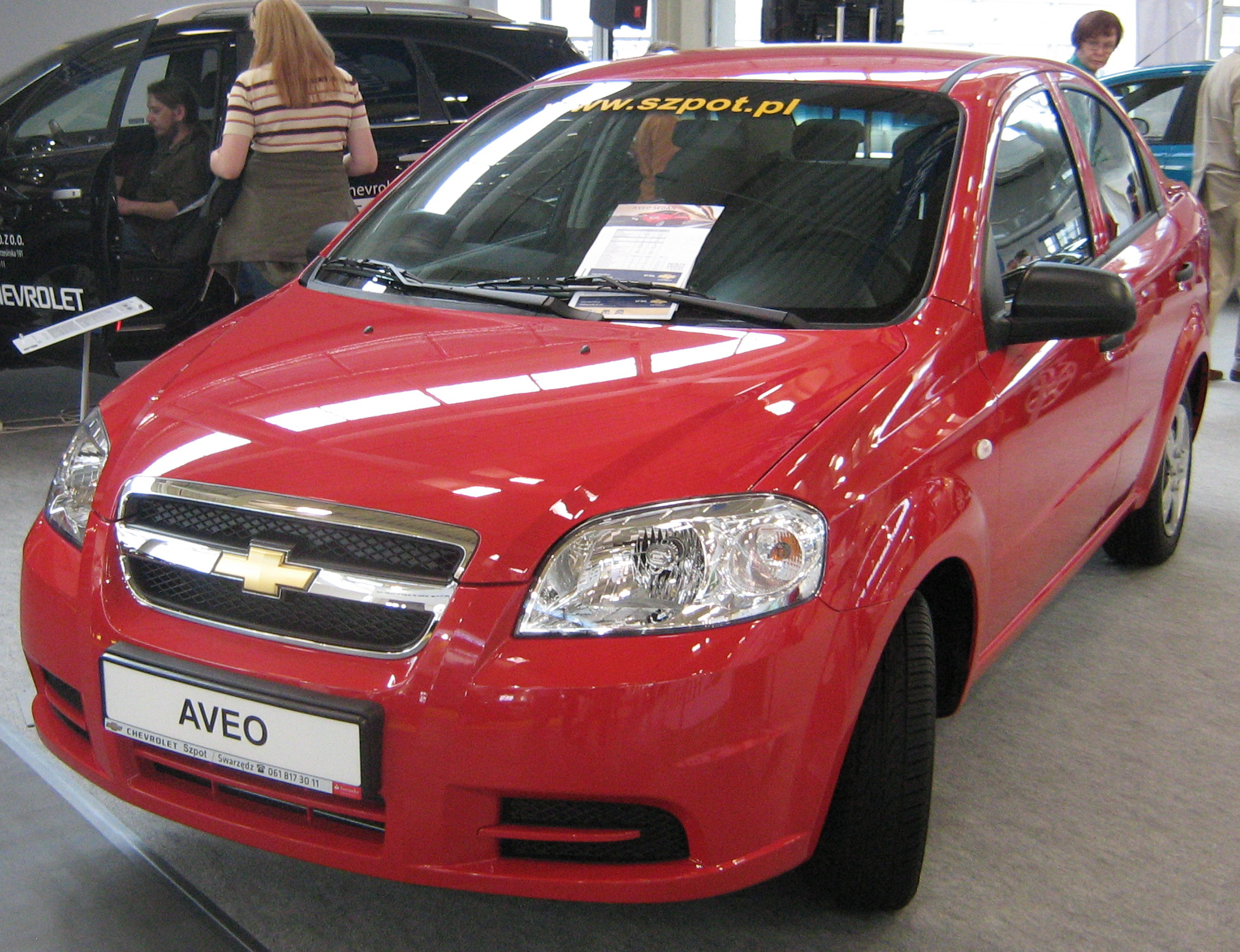
Chevrolet Aveo (2007–2011)